# Pierre Bachelet

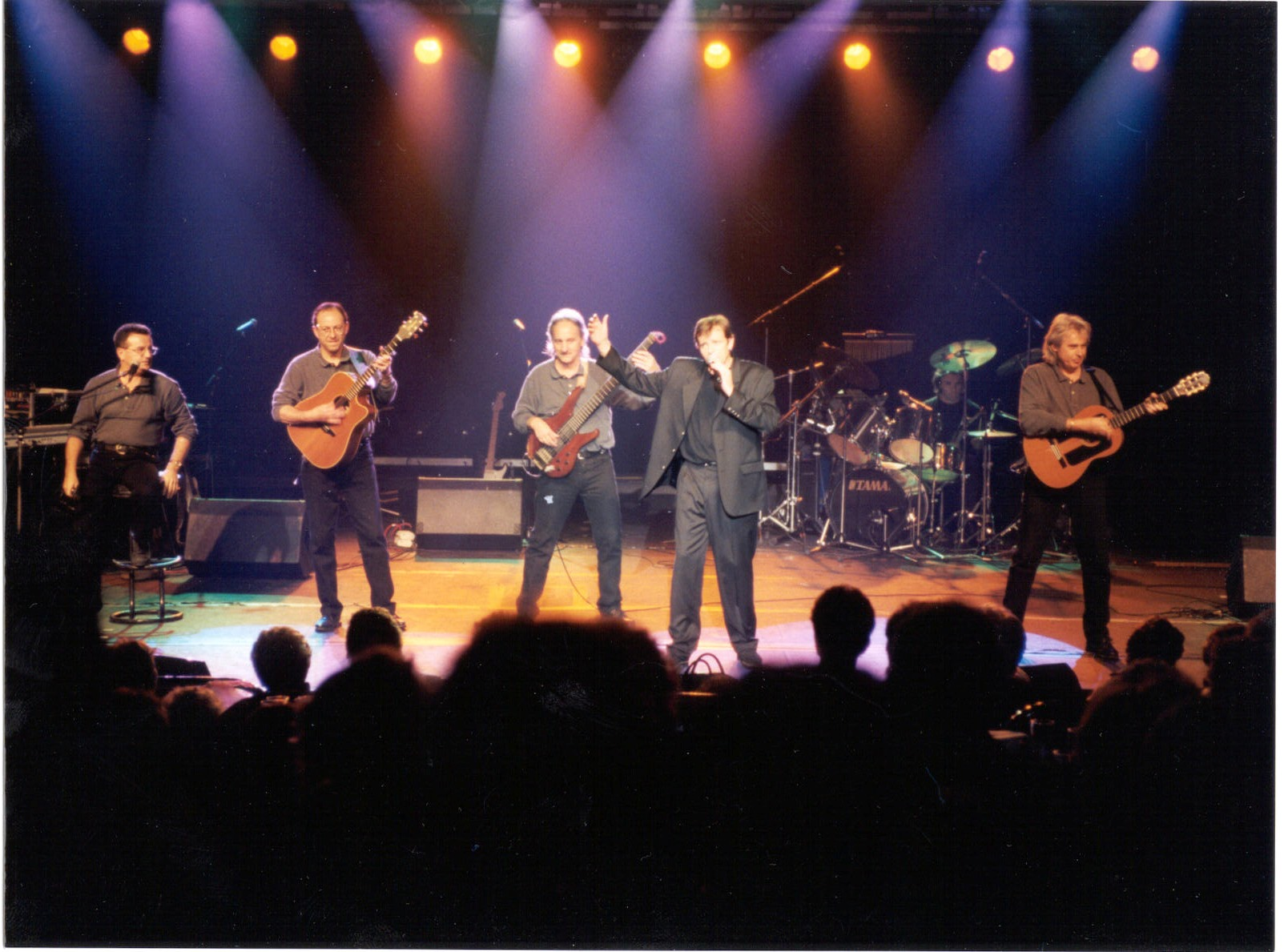
Pierre Bachelet en Belgique (2000).

Pour les articles homonymes, voir Bachelet.
Ne doit pas être confondu avec Pierre Bachelet (homme politique).
Pierre Bachelet , né le 25 mai 1944 à Paris et mort le 15 février 2005 à Suresnes (Hauts-de-Seine), est un auteur-compositeur-interprète français.

## Biographie

### Enfance
Pierre Bachelet naît le 25 mai 1944 dans le 12e arrondissement de Paris. Il est l'enfant de Maurice Bachelet et Alberte. Sa famille, originaire du Pas-de-Calais, a tenu une blanchisserie et a été contrainte de partir vivre à Paris. Il passe une partie de son enfance à Calais, d'où est originaire son père. Il est resté très attaché à Calais, où il a apprécié se ressourcer. Il évoque le Nord dans plusieurs de ses chansons, comme notamment dans Les Corons ainsi que ses souvenirs de la ville de Calais dans Découvrir l'Amérique. Il évoque également sa mère dans le titre Embrasse-la.
Au cours de sa jeunesse, le jeune Pierre apprend le piano mais sa passion pour Elvis Presley le conduit à choisir la guitare électrique durant son adolescence. Dans le même esprit, il monte un groupe avec quelques copains, qu'il nomme « les Volts ».

### Débuts professionnels
Pierre Bachelet est diplômé de l'École nationale de photographie et cinématographie en 1966. Il effectue ensuite son service militaire au service cinématographique des armées. Il commence sa carrière dans la réalisation de documentaires pour la télévision. À Paris, il travaille dans la publicité, ce qui lui permet de faire la connaissance des réalisateurs Patrice Leconte et Jean-Jacques Annaud.
Il devient illustrateur sonore pour l'émission Dim, Dam, Dom en 1968. Lors de cette émission, il rencontre Just Jaeckin qui lui permet de signer la musique du film Emmanuelle.

### Musique de films
Même si Pierre Bachelet a fondé le groupe « Resonance » avec Mat Camison (en) en 1973, son plus grand succès commercial est la bande originale du film Emmanuelle de Just Jaeckin : 1,4 million de 33 tours (albums) et 4 millions de 45 tours simple (disques avec deux chansons seulement) sont vendus. 
Bachelet participe aussi à la musique des films Coup de tête et La Victoire en chantant de Jean-Jacques Annaud, Les bronzés font du ski de Patrice Leconte et Gwendoline de Just Jaeckin. Il crée également la musique du film Histoire d'O en 1975 ainsi que celle des Enfants du marais (1999) et d'Un crime au paradis de Jean Becker (2001).
L'un des morceaux utilisés dans le film Emmanuelle est considéré comme un plagiat du morceau Larks' Tongues in Aspic du groupe britannique King Crimson. Le guitariste du groupe, Robert Fripp, poursuit les producteurs d'Emmanuelle en justice l'année suivant sa sortie et obtient gain de cause.

### Chanson
Pierre Bachelet enregistre sa première chanson en 1974 : Emmanuelle, en français et en anglais. En 1975 sort son premier album L'Atlantique. Il doit attendre 1980 pour connaître le succès du grand public avec son deuxième album Elle est d'ailleurs. La chanson qui a donné le titre à l'album est vendue en 45 tours à plus d'un million d’exemplaires. L'album marque également le commencement d'une longue collaboration avec le parolier Jean-Pierre Lang.
Le troisième album, en 1982, comprend un succès devenu classique, véritable hymne des départements miniers du Nord et du Pas-de-Calais : Les Corons (paroles de Jean-Pierre Lang, musique de Pierre Bachelet) sur le travail et la vie des mineurs. C’est l'année des premiers grands spectacles : tournée en Europe francophone, puis l'Olympia, en première partie de l'humoriste Patrick Sébastien.
En 1984, après son quatrième album Découvrir l'Amérique, il est la vedette à l'Olympia. Il poursuit en 1985 et 1987 avec trois nouveaux albums qui comprennent les succès Marionnettiste, En l’an 2001 et Vingt ans. Les tournées sont assurées d’un succès après chaque sortie d'album.
En 1989 sort un nouvel album Quelque part... c'est toujours ailleurs sur lequel il chante les chansons Quelque part… c'est toujours ailleurs, Flo et Typhon en duo avec la navigatrice Florence Arthaud. Les concerts l'amènent dans les îles de l'océan Indien et au Québec, où il connaît un grand succès. Au début des années 1990 sortent un album en public La Scène et une première rétrospective de ses meilleures chansons (10 ans de Bachelet pour toujours).
En 1995, il sort un album de chansons sur la ville intitulé La Ville ainsi soit-il. Après quinze ans de collaboration avec Jean-Pierre Lang, il laisse pour la première fois l'écriture de tous les textes de l'album à l'écrivain Yann Queffélec. Trois ans plus tard, ces deux derniers paroliers se retrouvent tous les deux sur l'album Un homme simple, mais d'autres auteurs (dont Pierre Bachelet lui-même pour trois chansons) signent les paroles des chansons.
Pierre Bachelet est un amoureux de la mer. Il chante en duo avec Florence Arthaud sur l'album Quelque part... c'est toujours ailleurs et rend hommage au navigateur Éric Tabarly après sa disparition en mer dans la chanson Le Voilier noir.
Du milieu des années 1990 à sa mort en 2005, Pierre Bachelet continue sa carrière, moins médiatisée que dans les années 1980. Il parcourt régulièrement la France lors de tournées d'été. Son dernier album, de son vivant, Tu ne nous quittes pas (Bachelet chante Brel) paraît en 2003. C'est un hommage à Jacques Brel, où il reprend les plus grands succès du chanteur belge, à qui on l'a souvent comparé. En 2003, il déclarera d'ailleurs à son sujet l'avoir vu 2 fois chanter à l'Olympia, sans jamais l'avoir rencontré.
Malgré sa maladie, il fête ses trente ans de carrière au Casino de Paris, du 19 au 24 octobre 2004. Ce sera son dernier spectacle.

### Mort
Pierre Bachelet s'éteint le 15 février 2005, à l'âge de soixante ans, à son domicile de Suresnes, dans les Hauts-de-Seine, des suites d'un cancer du poumon. Ses obsèques ont lieu en l'église Saint-Roch, à Paris. Il repose au cimetière marin de Saint-Tropez dans le Var.
Après sa mort, un album posthume intitulé Essaye est publié avec dix chansons inédites. Il comprend aussi deux pistes bonus, la chanson Les Corons interprétée avec les supporters du club de football du RC Lens, et une nouvelle version d'Emmanuelle.

### Vie privée
Pierre Bachelet a été marié trois fois. De son premier mariage est né son fils Yannick (le 7 février 1964). Son deuxième mariage, avec Danièle, dure 24 ans et de cette union est né Quentin. En troisièmes noces, il épouse Françoise, dite Fanfan, sœur de Danièle, le 31 décembre 1998.

## Hommages
En 2010, le chanteur québécois Jean-Philippe Bergeron enregistre l'album Elle est d'ailleurs, reprenant douze chansons de Pierre Bachelet (Les Corons, Elle est d'ailleurs, Flo…), orchestrées par le musicien et réalisateur Guy St-Onge. Fanfan Bachelet, épouse de Pierre, a accepté d'en être la marraine d'honneur. Cette dernière a également remis à Gervais Martel, le président du Racing Club de Lens, un exemplaire du disque d'or des Corons, en hommage au public lensois.[réf. nécessaire]
En 2012, les petits chanteurs de Bondy et d'Asnières ont rendu hommage au chanteur dans une comédie musicale Marionnettiste. Le spectacle est écrit par sa veuve, Fanfan Bachelet, mis en scène et chorégraphié par Stéphane Aubin, sur une direction musicale de Jean-Luc Spagnolo et Isabelle Andrivet. Il raconte les aventures de Boulou, neuf ans, retrouvant une vieille malle remplie de souvenirs au fin fond d'un grenier. L'album Marionnettiste, qui en est tiré réunit 15 grands titres de Pierre Bachelet réinterprétés par les enfants de la troupe Kids Terrae. Cet album est paru le 19 novembre 2012 sur les plates-formes de téléchargement.[réf. nécessaire]
Les supporters du RC Lens lui ont rendu un dernier hommage quelques jours après sa mort en février 2005 au stade Félix-Bollaert, lors d'un match contre le FC Nantes, où ils ont repris Les Corons avant le coup d'envoi.[réf. nécessaire] Cette chanson est considérée comme un des hymnes du club avec La Lensoise. Déjà appréciée des ultra du club avant, elle est désormais chantée par tous les supporters lensois et est systématiquement diffusée avant chaque deuxième mi-temps,.

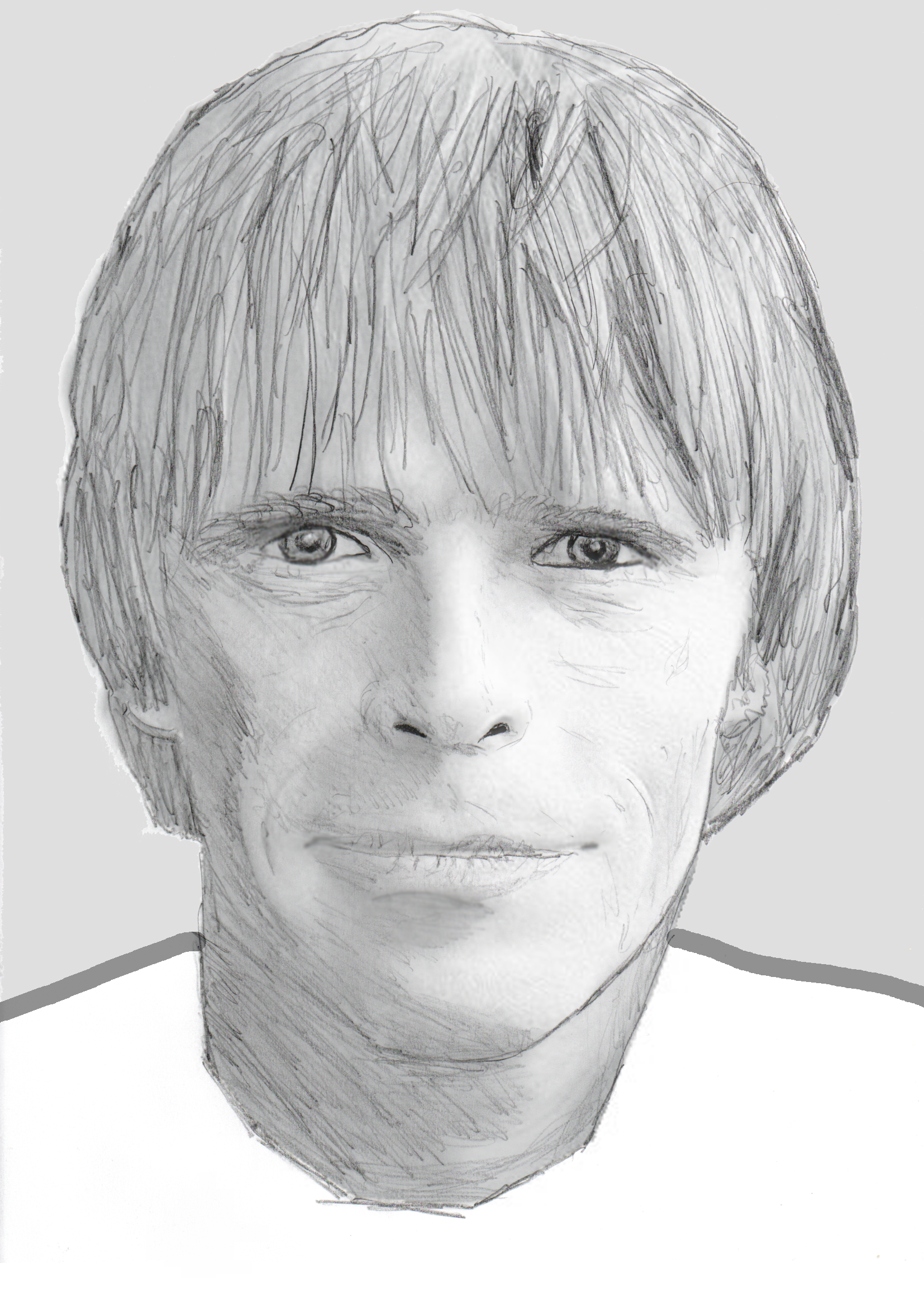
Portrait de l'artiste.

Un album hommage est réalisé et publié dix ans après sa mort. Plusieurs morceaux de Pierre Bachelet sont interprétés par ses amis, dont Enrico Macias, Dave, Patrick Sébastien, Didier Barbelivien, Philippe Lavil ou Gérard Lenorman.

## Anecdotes
- Pierre Bachelet écrit, compose et devient directeur artistique pour George Chakiris qui chantera des chansons telles que Mon pays c'est le soleil (1979) ou encore La chanson de Bernardo (1981). Il compose également des mélodies pour Véronique Jannot, notamment la mélodie de J'ai fait l'amour avec la mer (1982) ou encore Si t'as pas compris (1985). En 2004, il compose également trois mélodies pour Patrizia Grilo dont deux inédits et une reprise de son tube Elle est d'ailleurs en version italienne Di un altro mondo.

- Pierre Bachelet devient acteur pour la série Van Loc : un grand flic de Marseille diffusée sur TF1 de 1992 à 1998. Il apparaît dans l'épisode « Pour l'amour de Marie » diffusé en janvier 1997 dans lequel il joue le rôle d'un banquier dénommé Charleval.

- Il écrit les textes et s'occupe de la mise en scène du spectacle du passage à l'an 2000 de la ville de Marseille. Ce spectacle consistait à faire jouer des saynètes à des écoliers de Marseille afin qu'ils retracent les principaux événements du XXe siècle. Pierre Bachelet intervenait également en « Monsieur Loyal » entre les différents tableaux. Ses textes traitaient des choix d'un homme, de ses doutes, de ses erreurs, de son désir d'amour, des guerres.

## Discographie

### Avec Mat Camison
- 1975 : Resonance - OK Chicago, Sirocco[18]
- 1976 : Resonance - The Time Machine, Polydor[19]

(Les morceaux signés Bacson sont dus à Pierre BAChelet & Mat CamiSON).
- 1976 : Paristory.

### Enregistrements pour la librairie musicale
- 1973 : Pianos Romantiques, Tele Music TM 3024
- 1973 : Musique en Stock, Tele Music TM 3030
- 1975 : Retrospectives, Tele Music TM 3043
- 1976 : Musique en Stock, volume 2, Tele Music TM 3060
- 1983 : Maxi Music, volume 3, Tele Music TM 3090
- 1985 : Variety One, Maxi Music, Tele Music TM 3090

### 45 tours
- 1974 : Emmanuelle, version française / version anglaise
- 1976 : Viens / Jamais 2 sans 3
- 1977 : Baby bye bye / Histoire de cœur

### Albums studio
| Année | Albums                                        | Titres, | Certification en France | Meilleur classement en France, |
| ----- | --------------------------------------------- | --- | ----------------------- | ------------------------------ |
| 1975  | L'Atlantique                                  | - L'Atlantique - À longueur de temps - Avec satan - Ils y croient tous - Hello Darling ! - La Connerie - L'Amour démoniaque - Vl'à le printemps - Seulement voilà - Petite sœur - Tiens salut ! |                         |                                |
| 1980  | Elle est d'ailleurs                           | - Je t'écris de Mars - La Photo en couleurs - Comme c'est loin tout ça - Rosemary - Carnaval - Elle est d'ailleurs - L'amour en verlan - L'Orage - Je pense à toi |                         |                                |
| 1982  | Les Corons                                    | - Écris-moi - Souvenez-vous - Sans amour - Donne-moi la main - Papillon - Les Corons - Prisonnier d'un souvenir - Escapade - Nos jours heureux | Platine                 |                                |
| 1983  | Découvrir l'Amérique                          | - Mais l'aventure - Quand on est un canal - Quitte-moi - Des nouvelles de vous - Prends Ton Courage - Découvrir l'Amérique - Embrasse-la - Laisse parler Dieu - Mais moi j'ai rien dit |                         |                                |
| 1985  | Marionnettiste                                | - Vivre - Le No man's land - Mais chez elle - Cœur de goéland - Marionnettiste - Les Petites Gens - La Fille solitaire - Mais j'espère... | Or                      | 9                              |
| 1985  | En l'an 2001                                  | - Elle ne sait faire que ah ! - En l'an 2001 - Pour l'une d'entre vous - La Chanson du bon Dieu - Quand l'enfant viendra - Gloria Humana - Derrière le grand abat-jour - La Chanson de Presley - Un ami qui s'en va |                         |                                |
| 1987  | Vingt ans                                     | - Vingt ans - Mal à vie - Destinée - L'Amour à fleur de peau - Reviens chez nous - Partis avant d'avoir tout dit - 2001 le pied sur la lune - L'Argument du séducteur - C'est pour elle - Tout se ressemble, rien n'est pareil | Platine                 | 5                              |
| 1989  | Quelque part... c'est toujours ailleurs       | - Quelque part… c'est toujours ailleurs - Flo - Elle avait tout peint en bleu - Regarde la mer - Typhon - À l'aube des requins chagrins - Dauphin de légende - Le Testament de l'océan - L'Homme en blanc - Pleure pas Boulou - J'les oublierai pas - Châteaux de sable - La terre est basse - Théo, je t'écris - Yé yé les tambours - Étretat - Le Déversoir | Platine                 | 13                             |
| 1992  | Les Lolas                                     | - Laissez chanter le français - Au revoir professeur - À contre vent - La Marée - Ils se sont retrouvés - Et je me sens géant - Les Lola - J'ai toujours envie de toi - Je t'aime etc. - Elle est ma guerre, elle est ma femme - Ça devient trop - Gardiens de planète                                                                                        |                         | 25                             |
| 1995  | La ville ainsi soit-il                        | - Intro - La Ville ainsi soit-il - Y'a des filles comme ça - Reconnais que tu pars - Cool Man Cool - Sans abri - Le jour se lève ici, là-bas - Retrouvailles - Fatalité - C'est pas vrai, c'est pas moi - Blues de l'an 2000 |                         | 41                             |
| 1998  | Un homme simple                               | - Un homme simple - Le voilier noir - On ne prend pas le temps d'aimer - Paysan - Tout ce qu'on se dit… - J'veux danser ! - Au-delà des apparences - C'est toi que j'aime - Je pense à toi, je pense à nous - À perpetuité - On ne sera jamais grand |                         | 70                             |
| 2001  | Une autre lumière                             | - Pour un monde bleu - Sans toi - Les Dimanches - Les Ports du monde entier - Prénoms d'emprunt - Dernière ballade - Iqbal - Tout commence avec 2001 - Vingt ans après - Elle me dit - Il suffirait de presque rien - Une autre lumière |                         | 78                             |
| 2003  | Tu ne nous quittes pas (Bachelet chante Brel) | - Tu ne nous quittes pas - La Quête - Madeleine - Le Plat Pays - La Chanson des vieux amants - Voir un ami pleurer - Heureux - La Fanette - Orly - Ne me quitte pas - Quand on n'a que l'amour - Le Bon Dieu / Dites, si c'était vrai |                         | 143                            |
| 2008  | Essaye (posthume)                             | - On y va quand même - Oh, mes jours qui passez - Essaye - Nos chemins - J'm'envole - Sans toi - Vous dansez mademoiselle ? - Ceux qui se trouvent - Depuis que tu m'oublies - La Plus Jolie Chose - On y va quand même (Midnight Remix) - Les Corons |                         | 32                             |

### Enregistrements publics
- Un soir... Une scène (1983)
- Olympia 86 (1986)
- Tu es là au rendez-vous (1988)
- La Scène (1991)
- 30 ans (2005)

À noter que le huitième volume de l' Intégrale, parue en 1994, reprend un enregistrement live inédit fait au Bataclan en 1993.

### Bandes originales de publicités
- Dim (lingerie, 1970) : Pierre Bachelet reprend la réorchestration, issue de l'album de reprises Hang 'Em High (1968) du compositeur et arrangeur Hugo Montenegro, du thème principal original composé par Lalo Schifrin pour le film canadien Le Renard, sorti en 1967.
- Rhum Ronrico, « La boisson de Porto-Rico » (197?) : co-composée avec Hervé Roy.
- Le Baiser de Fidji (parfum Guy Laroche, 1983).
- Herta (charcuterie industrielle, 1985).
- Damart (textile, 1992) : campagne « Ne rien vivre à moitié ».
- Tourisme en Poitou-Charentes (2000).
- Woolite (lessive, 2001 ?).

### Bandes originales de film
- 1973 : Quelques messieurs trop tranquilles de Georges Lautner
- 1973 : Français si vous saviez d'André Harris et Alain de Sédouy (documentaire)
- 1974 : Emmanuelle de Just Jaeckin
- 1974 : La Soubrette perverse de José Bénazéraf
- 1975 : Maître Pygmalion d'Hélène Durand et Jacques Nahum
- 1975 : Histoire d'O de Just Jaeckin
- 1976 : La Victoire en chantant (ou Noirs et blancs en couleurs) de Jean-Jacques Annaud
- 1977 : Monsieur Sade de Jacques Robin
- 1977 : Si un jour (court métrage) de Noël Drouzy
- 1978 : Le Dernier Amant romantique de Just Jaeckin
- 1979 : Coup de tête de Jean-Jacques Annaud
- 1979 : Collections privées (L'Île aux sirènes) de Just Jaeckin
- 1979 : Les Bronzés font du ski de Patrice Leconte
- 1980 : L'Enfer des armes de Tsui Hark - réutilisation de trois morceaux d'Histoire d'O
- 1980 : Sex with the Stars d'Anwar Kawadri
- 1981 : La Cassure de Ramón Muñoz
- 1983 : Ça va pas être triste (Merde, merde, merde interprétée par Philippe Castelli) de Pierre Sisser
- 1983 : Un homme à ma taille d'Annette Carducci
- 1984 : Gwendoline de Just Jaeckin
- 1986 : Emmanuelle 5 de Walerian Borowczyk
- 1992 : Les Contes sauvages de Gérald Calderon et Jean-Charles Cuttoli
- 1993 : Emmanuelle au 7e ciel de Francis Leroi
- 1999 : Les Enfants du marais de Jean Becker
- 2001 : Un crime au paradis de Jean Becker

### Bandes originales de séries télévisées/téléfilms
- 1975 : Les Aventures de l'énergie de Jean-Louis Besson
- 1979 : Pour tout l'or du Transvaal (L'homme tranquille interprétée par Lucky Blondo)
- 1981 : Salut champion, épisode Moto Story de Just Jaeckin
- 1983 : Capitaine X (Pourquoi s'aimer interprétée par Anne Anderssen)
- 1988 : Médecins des hommes, épisode Les Karen, le pays sans péché d'Yves Boisset
- 1990 : Constance et Vicky de Jean-Pierre Prévost
- 1992 : Port-Breac'h de Pierre Goutas
- 1993 : Éternelle Emmanuelle de Francis Leroi
- 1993 : La Revanche d'Emmanuelle de Francis Leroi
- 1993 : Emmanuelle à Venise de Francis Leroi
- 1993 : L'Amour d'Emmanuelle de Francis Leroi
- 1993 : Magique Emmanuelle de Francis Leroi
- 1993 : Le Parfum d'Emmanuelle de Francis Leroi
- 1993 : Les Noces de carton de Pierre Sisser
- 1993 : Le Secret d'Emmanuelle de Francis Leroi
- 1993 : Un soleil pour l'hiver de Laurent Carcélès
- 2001 : Vertiges, épisode Mauvais présage de Philippe Monpontet
- 2001 : Tel père, telle flic de Éric Woreth
- 2003 : L'agence coup de cœur, épisode La stratégie des petits bonheurs de Nelly Kafsky

#### Écrits de Pierre Bachelet
- Les peintures de Jacques Voyet, Éditions Galerie Alain Daune, 1984.

#### Livres consacrés à Pierre Bachelet
- Pierre Bachelet, En ce temps-là j'avais vingt ans…, Michel Lafon Éditions, 1989.
- Fanfan Bachelet ; avec la collaboration d'Évelyne Adam ; Préface de Jean-Pierre Foucault, Pierre… mon amour, Pierre Robin Éditions, 2006.
- Jean-Pierre Lang, Quatorze ans de chanson pour Pierre Bachelet, Édition Hors commerce, 2008.
- Françoise Bachelet, Un p'tit bout de chemin avec Pierre Bachelet, Sony Music, 2015, 140 p.[24]